# Pius Schwizer
Pius Schwizer (* 13. August 1962 in Oensingen) ist ein Schweizer Springreiter. Er lebt in Oensingen.
Von Februar bis Juni 2010 war er Führender der Weltrangliste.

## Privates
Pius Schwizer hat vier Geschwister. Sein Vater war Landwirt, Kavallerist und Gründer des Reitervereins Eich.
Nach Abschluss seiner Schullaufbahn machte er auf Wunsch seines Vaters eine Ausbildung als Metzger. In diesem Beruf war er jedoch nur kurzzeitig tätig, er zog es vor, sein Hobby zum Beruf zu machen und als Berufsreiter zu arbeiten. Seit Anfang der 2000er Jahre ist er als selbständiger Partner des Inhabers auf dem Klushof in Oensingen tätig.
Seit November 2016 ist Schwizer zum dritten Mal verheiratet. Aus erster Ehe hat Schwizer eine erwachsene Tochter.

## Werdegang

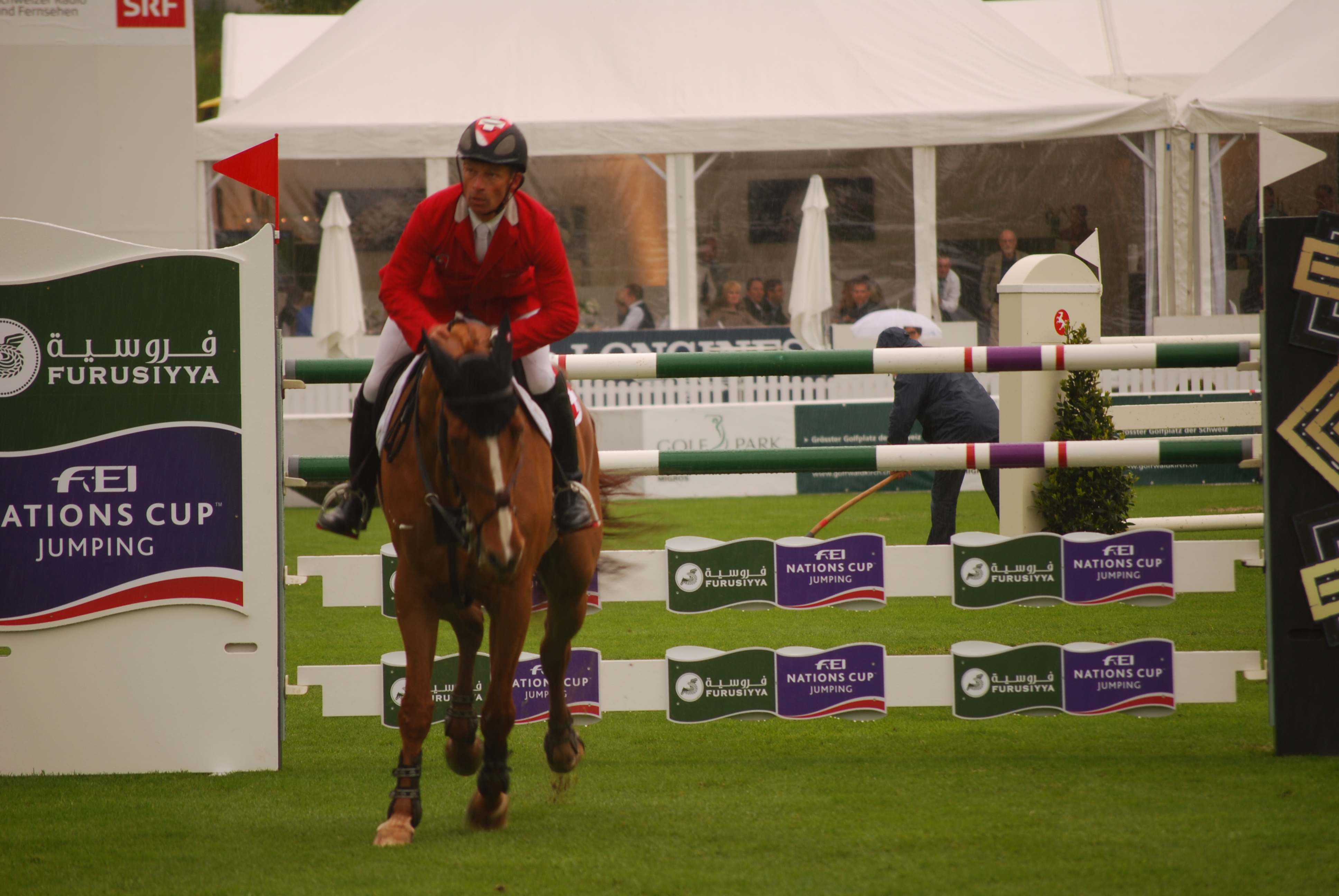
Pius Schwizer und Picsou du Chêne beenden den ersten Umgang im Nationenpreis von St. Gallen 2013 ohne Fehler

Schwizer begann mit vier Jahren mit dem Reiten, mit acht Jahren startete er erstmals auf Reitturnieren. Sein Vater schickte ihn ausserdem ein Jahr zum Training zu einer Dressurreiterin, um dort das dressurmässige Arbeiten der Pferde zu erlernen. Später lernte er auch bei Markus Fuchs und Willi Melliger.
Bei den Schweizer Meisterschaften der Springreiter wurde er 2006 in Ascona Dritter mit Unique X CH.
Er nahm erstmals 2007 an einem internationalen Championat, den Europameisterschaften der Springreiter in Mannheim, teil. Hier erreichte er mit dem Pferd Nobless M den 4. Rang in der Mannschaftswertung und den 22. Rang in der Einzelwertung.
Für die Olympischen Sommerspiele 2008 war er ursprünglich mit Nobless M vorgesehen. Nachdem Nobless M, die bereits mehrfach Probleme bei Wasserhindernissen gezeigt hatte, beim CHIO Aachen an einem Wasserhindernis zweimal verweigerte, wurde Schwizers Nominierung zurückgenommen. Nachdem sich das Pferd von Beat Mändli (Ideo du Thot) verletzt hatte, rückten Schwizer und Nobless M wieder in das Olympiaaufgebot der Schweiz für die Olympischen Sommerspiele 2008. Hier erreichten sie den 28. Rang in der Einzelwertung. In der Mannschaftswertung erhielt die Schweizer Mannschaft nachträglich die Bronzemedaille (mehr hierzu kann dem Artikel Olympische Sommerspiele 2008/Reiten entnommen werden).
Bei den Europameisterschaften 2009 erreichte er mit Ulysse die Goldmedaille in der Mannschaftswertung und den 35. Rang in der Einzelwertung. Ebenfalls 2009 gewann er mit Ulysse die Schweizer Meisterschaften.
Die Weltcup-Saison 2009/2010 schloss er mit einem zweiten Platz im Weltcupfinal (mit Ulysse und Carlina) ab. Mit denselben Pferden erreichte er beim Weltcupfinal 2011 den sechsten Rang und beim Weltcupfinal 2012 den dritten Rang.
Bei den Olympischen Spielen 2012 in London startete er mit Carlina für die Schweiz. Die Mannschaft erreichte mit 16 Fehlerpunkten Rang vier. Bei den Weltreiterspielen 2014 war Schwizer nochmals Teil der Schweizer Equipe, nachdem er im Frühjahr des Jahres Siebenter beim Weltcupfinal in Lyon geworden war. In den folgenden Jahren wechselten die ihm zur Verfügung stehenden Pferde mehrfach. Sein nächster grosser Erfolg war der Gewinn der Schweizer Meisterschaft 2017 – ein Erfolg, den er zwei Jahre später wiederholen konnte.

## Erfolge

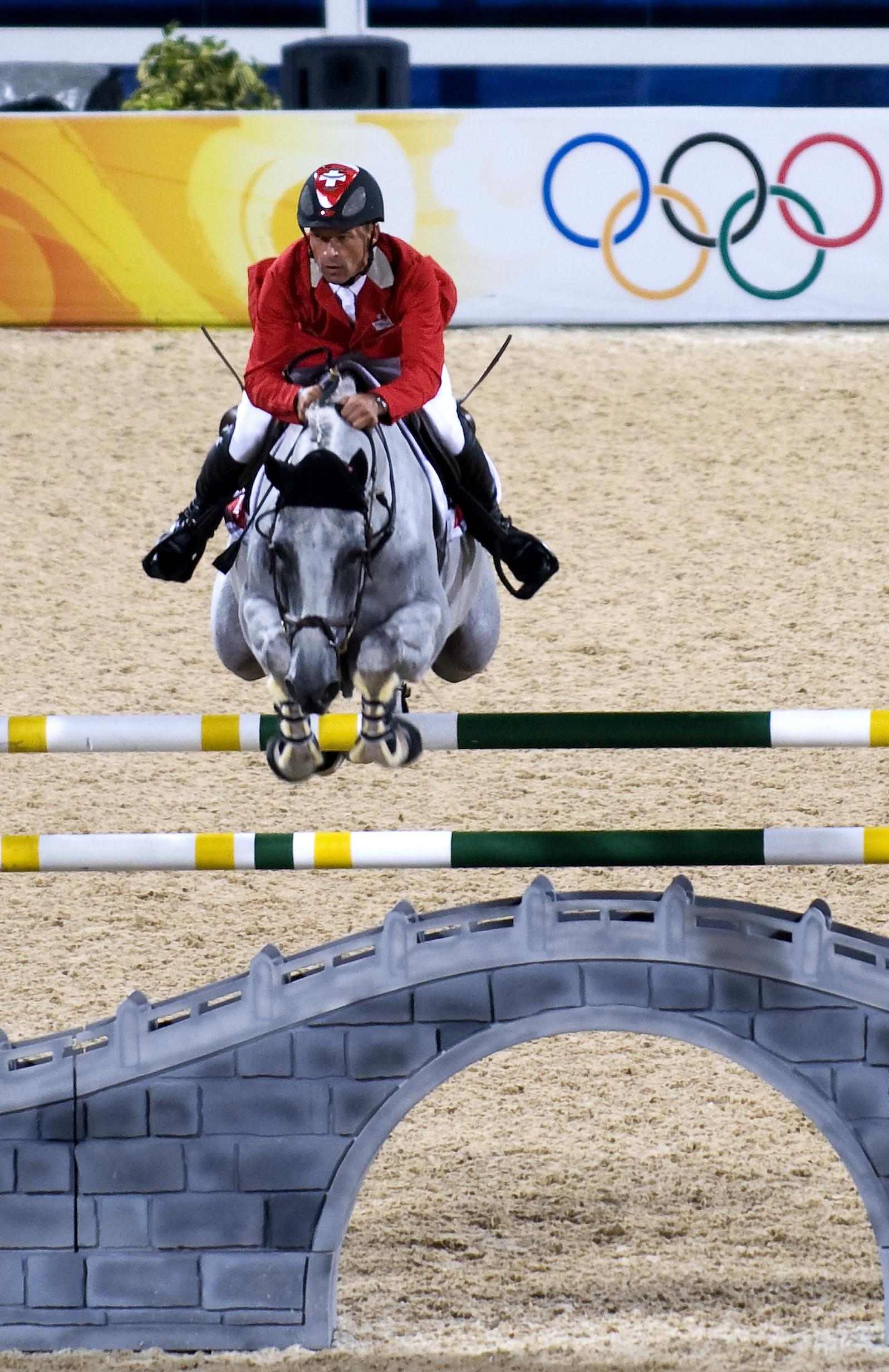
Pius Schwizer und Nobless M, Olympische Spiele 2008

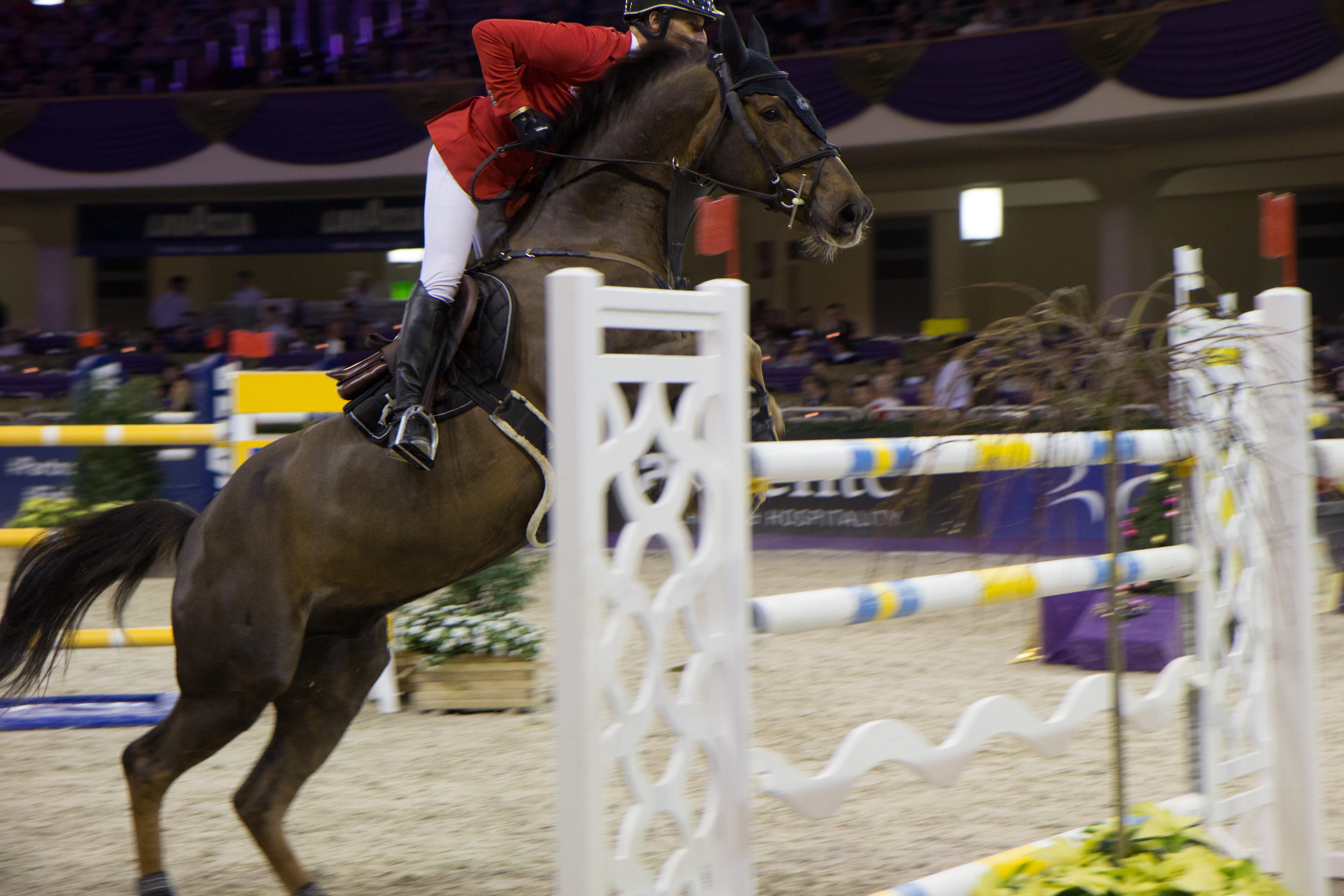
Pius Schwizer auf Cortney Cox, 2017

Quellen: FEI Riders Tour

### Championate und Weltcup
- Olympische Spiele:
  - 2008, Hong Kong: mit Nobless M, 3. Platz mit der Mannschaft und 22. Platz im Einzel
  - 2012, London: mit Carlina IV, 4. Platz mit der Mannschaft und 12. im Einzel
- Europameisterschaften:
  - 2007, Mannheim: mit Nobless M, 4. Platz mit der Mannschaft und 22. Platz im Einzel
  - 2009, Windsor: mit Ulysse X, 1. Platz mit der Mannschaft und 35. Platz im Einzel
  - 2013, Herning: mit Picsou du Chêne 5. Platz in der Mannschaft und 20. Platz im Einzel
- Weltcupfinal:
  - 2012, ’s-Hertogenbosch: 3. Platz mit Ulysse X und Carlina IV
  - 2013, Göteborg: 18. Platz mit Verdi III und Picsou du Chêne
  - 2014, Lyon: 8. Platz mit Quidam du Vivier und Toulago

### Weitere Erfolge (ab 2005)
- 2005: 2. Platz in der Weltcupprüfung von Mechelen mit Unique X CH
- 2006:
  - Grosse Preise: 1. Platz in Truccazzano (CSI 2*) mit Koby du Vartellier, 3. Platz in Giubiasco (CSI 3*) mit Nobless M, 3. Platz in Lanaken-Zangersheide (CSI 4*, GCT-Wertungsprüfung) mit Unique X CH
  - Nationenpreise (mit der Schweizer Mannschaft): 2. Platz in Luzern (CSIO 5*) mit Unique X CH, 1. Platz in Rotterdam mit Unique X CH
- 2007:
  - Grosse Preise: 1. Platz in San Lazzaro di Savena (CSI 2*) mit Jamaica, 1. Platz in Busto Arsizio (CSI 2*) mit Nobless M, 1. Platz in Pioltello (CSI 3*) mit Nobless M, 1. Platz in Helsinki (CSI 4*-W) mit Nobless M, 1. Platz in La Coruna (CSI 5*) mit Nobless M
  - Weltcup-Wertungsprüfungen:
  - Nationenpreise (mit der Schweizer Mannschaft): 2. Platz in La Baule (CSIO 5*) mit Nobless M, 2. Platz in Rom (CSIO 5*) mit Nobless M, 3. Platz in Rom (CSIO 5*) mit Nobless M, 2. Platz in Aachen (CSIO 5*) mit Nobless M
- 2008:
  - Grosse Preise: 1. Platz in Dortmund (Grosser Preis von Deutschland, CSI 3*) mit Unique X CH, 2. Platz in München-Riem (CSI 3*) mit Nobless M
  - Nationenpreise (mit der Schweizer Mannschaft): 2. Platz in La Baule (CSIO 5*) mit Nobless M, 2. Platz in St. Gallen (CSIO 5*) mit Nobless M
- 2009:
  - Grosse Preise: 1. Platz in Busto Arsizio (CSI 2*) mit Carlina, 2. Platz in Rotterdam (CSIO 5*) mit Unique X CH, 1. Platz in Falsterbo (CSIO 5*) mit Ulysse, 3. Platz in Ascona (CSI 3*) mit Carlina, 2. Platz in Dublin (CSIO 5*) mit Carlina, 1. Platz in Hachenburg (CSI 3*) mit Loving Dancer, 1. Platz in München (CSI 4*, Riders-Tour-Wertungsprüfung) mit Ulysse
  - Weltcup-Wertungsprüfungen: 2. Platz in Oslo (CSI 5*-W) mit Ulysse
  - Nationenpreise (mit der Schweizer Mannschaft): 1. Platz in La Baule (CSIO 5*) mit Carlina, 3. Platz in Falsterbo (CSIO 5*) mit Ulysse
- 2010:
  - Grosse Preise: 2. Platz in Göteborg (CSI 5*-W) mit Ulysse, 2. Platz in Aachen (CSIO 5*) mit Carlina, 4. Platz in Oslo (CSI 5*-W) mit Calidus van het Asbornveld, 1. Platz in La Coruña (CSI 5*) mit Nobless M
- 2011:
  - Grosse Preise: 2. Platz in Zürich (CSI 5*-W) mit Carlina, 2. Platz in Doha (CSI 5*, GCT-Wertungsprüfung) mit Carlina, 1. Platz in San Giovanni in Marignano (CSI 3*) mit Verdi, 2. Platz in Wien (CSI 4*) mit Carlina, 2. Platz in Paris-Villepinte (CSI 5*) mit Verdi
  - Weltcup-Wertungsprüfungen: 1. Platz in Oslo (CSI 5*-W) mit Carlina, 1. Platz in Helsinki (CSI 5*-W) mit Carlina
  - Nationenpreise (mit der Schweizer Mannschaft): 2. Platz in St. Gallen (CSIO 5*) mit Carlina
  - weitere: 3. Platz im Österreichischen Springderby (Linz, CSIO 4*) mit Dinzy, 1. Platz im German Master (CSI 5*-W Stuttgart) mit Verdi
- 2012:
  - Grosse Preise: 1. Platz in Neuendorf (CSI 3*) mit Coolgirl, 2. Platz in Antwerpen (CSI 4*) mit Power Play, 3. Platz in Münster (CSI 4*) mit Powerplay
  - Weltcup-Wertungsprüfungen: 1. Platz in Lyon (CSI 5*-W) mit Verdi
  - Nationenpreise (mit der Schweizer Mannschaft): 2. Platz in St. Gallen (CSIO 5*) mit Carlina
- 2013:
  - Grosse Preise: 2. Platz in Neumünster (CSI 3*) mit Powerplay, 2. Platz in Humlikon (CSI 3*) mit Toulago, 1. Platz in Tortona (CSI 2*) mit Coolgirl
  - Nationenpreise (mit der Schweizer Mannschaft): 2. Platz in La Baule (CSIO 5*) mit Powerplay, 2. Platz in St. Gallen (CSIO 5*) mit Picsou de Chêne, 2. Platz in der Trostprüfung des Nations-Cup-Finals in Barcelona  (CSIO 5*) mit Toulago
- 2014:
  - Grosse Preise: 1. Platz bei einem CSI 2* in San Giovanni in Marignano mit Baros, 2. Platz in Paris-Champ de Mars (CSI 5* GCT) mit Toulago, 2. Platz bei einem CSI 2* in Vilamoura mit Baros
  - Weltcup-Wertungsprüfungen: 1. Platz in Zürich (CSI 5*-W) mit Toulago, 3. Platz in Bordeaux (CSI 5*-W) mit Toulago, 3. Platz in Helsinki (CSI 5*-W) mit Sixtine de Vains
  - Nationenpreise (mit der Schweizer Mannschaft): 1. Platz in Lummen (CSIO 5*) mit Toulago
- 2015:
  - Grosse Preise: 2. Platz bei einem CSI 2* in Gorla Minore mit Antello Z, 1. Platz bei einem CSI 2* und einem CSI 3* in Oliva mit Caretina, 2. Platz in Shanghai (CSI 5* GCT) mit Caretina, 1. Platz in Treffen bei Villach (CSI 5*) mit Future
  - Nationenpreise (mit der Schweizer Mannschaft): 2. Platz in St. Gallen (CSIO 5*) mit Amira, 2. Platz in Hickstead (CSIO 5*) mit Giovanni van het Scheefkasteel
- 2016: 1. Platz in Weltcupspringen von Zürich (CSI 5*-W) mit Future, 1. Platz und zwei 2. Plätze in Grossen Preisen von CSI 2*-Turnieren in von Mijas mit Future
- 2017: 1. Platz im Schweizer Cup Final beim CSI 5* St. Moritz mit Uderzo de Rance

(Stand: 18. September 2017)

## Pferde

### Aktuelle Pferde
- Uderzo de Rance (* 2005), brauner Selle-Français-Wallach, Vater: Hastings, Muttervater: Darco; bis 2016 von Philippe Bernard geritten[12]
- Balou Rubin R (* 2007), dunkelbrauner Wallach, Oldenburger Springpferd, Vater: Balou du Rouet, Muttervater: Couleur-Rubin; bis 2014 von Adrian Schmid geritten[13]

### Ehemalige Turnierpferde von Pius Schwizer
- Unique X CH (* 1996), brauner Schweizer-Warmblut-Wallach, Vater: Ulysse de Thurin, Muttervater: Urymate de Sainte-Hermelle, im Januar 2010 an einen brasilianischen Reiter verkauft[14][15]
- Ulysse (* 1997), brauner Belgischer Warmblut-Wallach, Vater: Nonstop, Muttervater: Jus de Pomme; seit August 2014 von Florence Seydoux-Schwizer geritten[16][17]
- Koby du Vartellier (* 1998), fuchsfarbener Selle-Français-Wallach, Vater: Espoir Breceen, Mutter von: Hidalgo de Riou; ab Februar 2008 von Nicole Scheller geritten[18][19]
- Nobless M (* 1998), Holsteiner Schimmelstute, Vater: Calido I, Muttervater: Landgraf I; im Beritt ab Frühling 2005, zuletzt 2012 im internationalen Sport eingesetzt[20]
- Loving Dancer (* 1999), Holsteiner Schimmelwallach, Vater: La Zarras, Muttervater: Calypso, zuvor von Ben Schröder und Nadja Steiner geritten, im November 2009 nach Kanada verkauft[21][22][23]
- Carlina (* 2001), braune Holsteiner Stute, Vater: Carvallo, Muttervater: Landgraf I; bis 2008 von Philippe Le Jeune geritten, ab Anfang 2013 zunächst von Trevor Coyle geritten, von April bis Ende 2013 von Ulrich Kirchhoff geritten, ab 2014 von Oleksandr Onyschtschenko geritten[24]
- Verdi III (* 2002), dunkelbrauner KWPN-Wallach, Vater: Hors La Loi II, Muttervater: Cantus, im Beritt seit: 2010, ab Juni 2013 von Tiffany Foster geritten[25]
- Coolgirl (* 2004), Westfale Schimmelstute, Vater: Bill vd Heffinck (nicht gekörter Hengst), Muttervater: Polydor, im Beritt seit: Juni 2011; ab 2016 von Jirigala Erdeng geritten[26][27]
- PSG Future (* 2004), brauner Holsteiner Wallach, Vater: Cash and Carry, Muttervater: Lorentin I; bis Ende 2011 von Kathrin Müller, anschliessend bis Juli 2015 von Martin Fuchs geritten, ab März 2017 anschliessend von Max Kühner geritten[28]
- Powerplay (* 2004), brauner Holsteiner Wallach, Vater: Casall, Muttervater: Limbus, ab Juni 2013 von Eric Lamaze geritten[25]